# Gerhard Voeth
Gerhardus Voeth (Harderwijk, 14 januari 1542 – Arnhem, 25 maart 1607) was een Nederlands advocaat en kanselier van Gelderland.

## Biografie
Voeth was de zoon van Johan Voeth, burgemeester van Harderwijk, en Lucia van Speulde.

## Loopbaan
In 1576 was Voeth gezant van graaf Willem IV van den Bergh in de rijksdag van Regensburg. In 1597 werd Voeth benoemd tot raad van Jan VI van Nassau-Dillenburg, stadhouder van Gelderland. In 1603 werd Voeth benoemd tot kanselier van Gelderland, en dit bleef hij tot zijn overlijden in 1607.

## Trivia
- Een straat in de wijk Molenbeke in Arnhem (de Gerhard Voethstraat) is naar Voeth vernoemd.[1]